# 小費爾南多·波因站
小費爾南多·波因站位在馬尼拉大都會奎松市，屬於馬尼拉輕軌1號線的車站，於2010年10月22日正式啟用，當時名為羅斯福站（/ˈroʊzəvɛlt/ ROHZ-ə-velt; 他加祿語：[ˈruːsbɛlt]）。
2020年8月7日，由於馬尼拉輕軌1號線將東延北大道大中央站，發布羅斯福站於該年9月5日至12月28日將暫時停用的消息。
2023年8月20日，由於車站旁的羅斯福大道被改名為小費爾南多·波因大道，因此羅斯福站也改名為小費爾南多·波因站。

## 車站結構
| 3樓  | 側式月台，車門由右側開啟 | 側式月台，車門由右側開啟         |
| 3樓  | A月台                    | ← 1號線 北三角方向 (未來建設)    |
| 3樓  | B月台                    | → 1號線 桑托斯博士方向 →         |
| 3樓  | 側式月台，車門由右側開啟 |                                  |
| 2樓  | 車站大廳                 | 驗票閘門、售票亭、車站控制、商店 |
| 地面 | 街區                     | 達沃爾瑪超市 小費爾南多·波因大道 |

## 站景

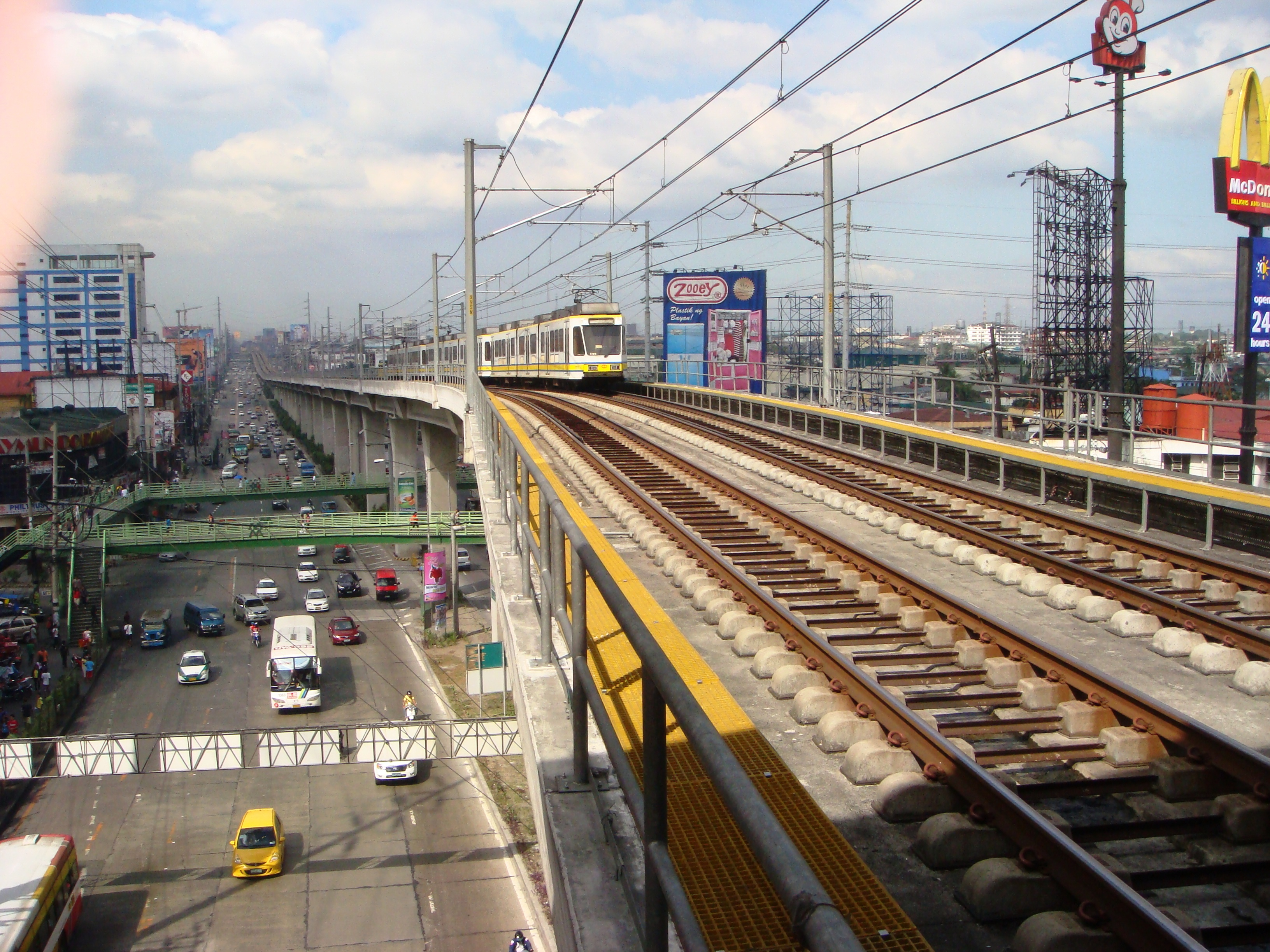
從車站望向軌道
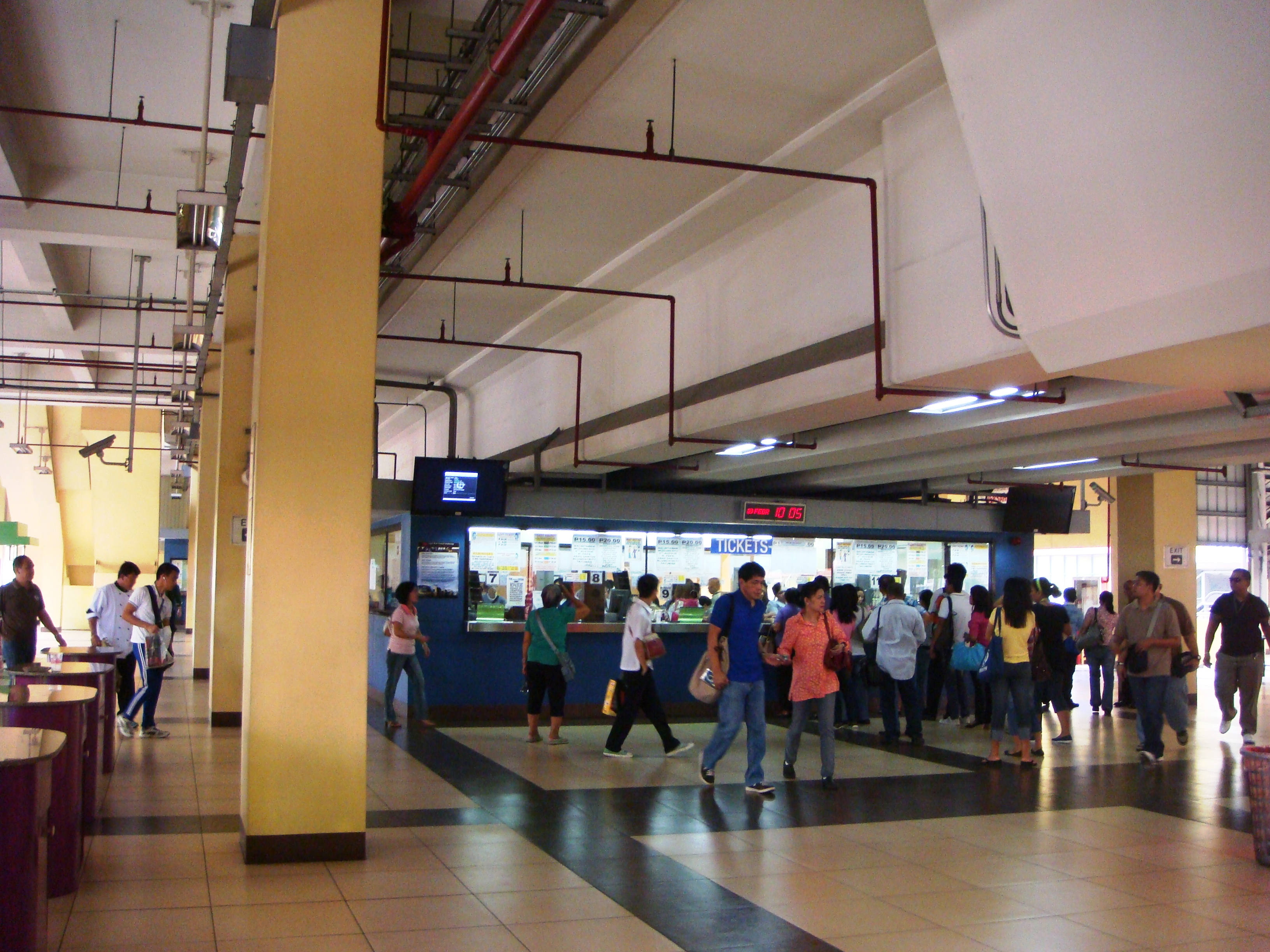
驗票閘門
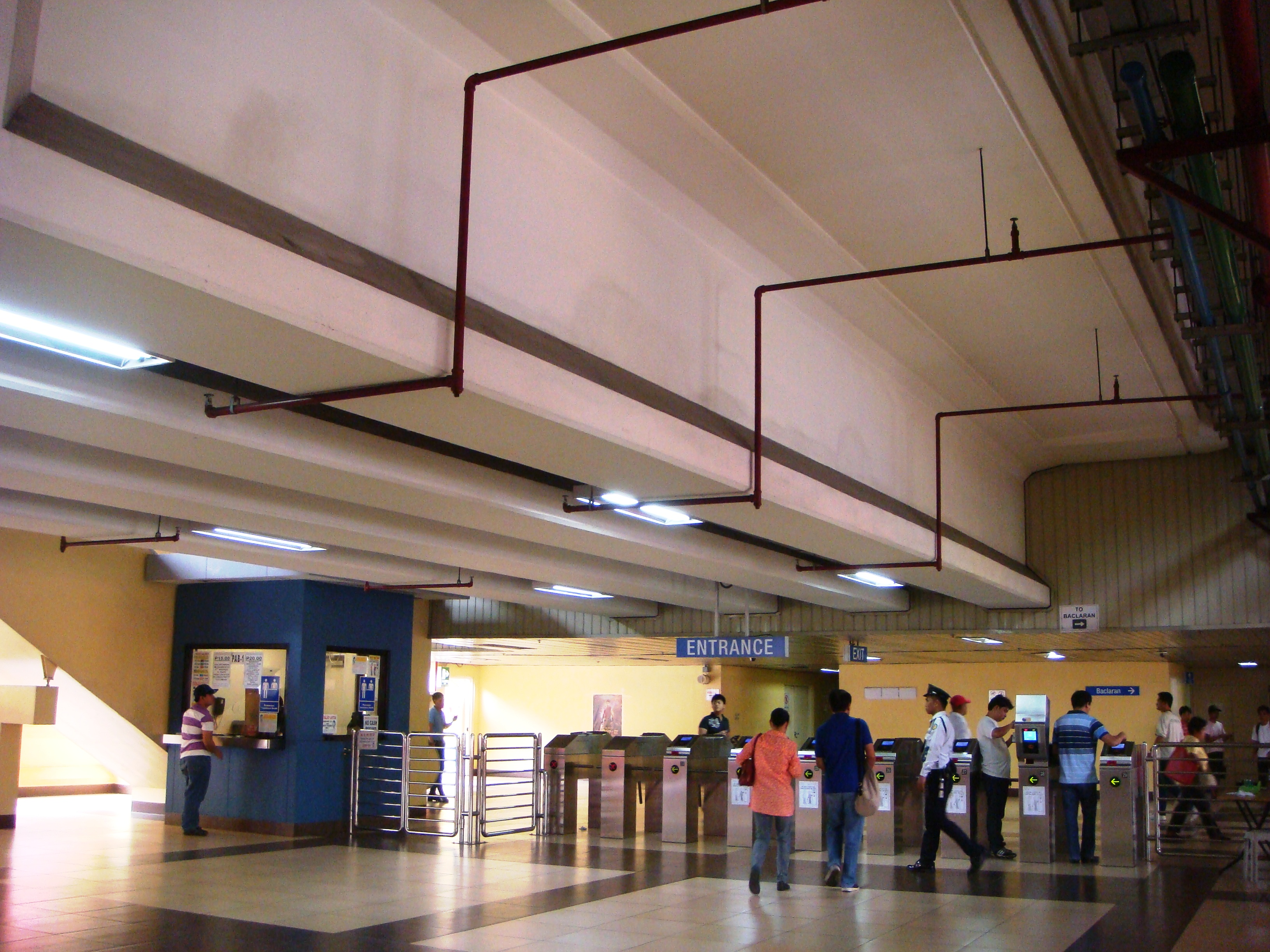
車站入口
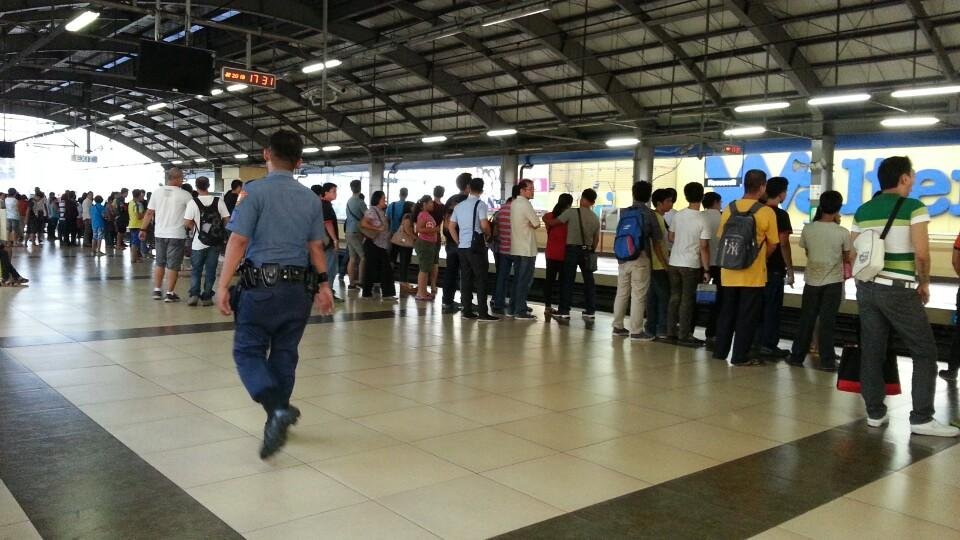
乘客候車區